# Nicky Shorey
Nicky Shorey (Romford, 19 febbraio 1981) è un ex calciatore inglese, di ruolo difensore.

## Carriera

### Club
La sua carriera inizia nella quarta serie inglese con il Leyton Orient dove gioca dal 1999 al 2001 collezionando 12 presenze. Nell'estate del 2001 passa al Reading di Alan Pardew, squadra di cui diventerà una bandiera collezionando in Football League Championship 196 presenze arricchite da 9 gol, contribuendo in maniera decisiva alla prima promozione dei Royals in Premier League arrivata il 25 marzo 2006 dopo il pareggio 1-1 sul campo del Leicester City.
Nella prima stagione in Premier Shorey realizza un gol contro il Tottenham in 37 partite, la sua squadra non riesce però a raggiungere la qualificazione alla Coppa UEFA, persa l'ultima giornata dopo il pareggio 3-3 sul campo del Blackburn.

### Nazionale
Il 1º giugno 2007 esordisce in nazionale nell'amichevole pareggiata nel Wembley Stadium contro il Brasile per 1-1.

## Statistiche

### Cronologia presenze e reti in nazionale
| Cronologia completa delle presenze e delle reti in nazionale ― Inghilterra | Cronologia completa delle presenze e delle reti in nazionale ― Inghilterra | Cronologia completa delle presenze e delle reti in nazionale ― Inghilterra | Cronologia completa delle presenze e delle reti in nazionale ― Inghilterra | Cronologia completa delle presenze e delle reti in nazionale ― Inghilterra | Cronologia completa delle presenze e delle reti in nazionale ― Inghilterra | Cronologia completa delle presenze e delle reti in nazionale ― Inghilterra | Cronologia completa delle presenze e delle reti in nazionale ― Inghilterra |
| Data                                                                       | Città                                                                      | In casa                                                                    | Risultato                                                                  | Ospiti                                                                     | Competizione                                                               | Reti                                                                       | Note                                                                       |
| -------------------------------------------------------------------------- | -------------------------------------------------------------------------- | -------------------------------------------------------------------------- | -------------------------------------------------------------------------- | -------------------------------------------------------------------------- | -------------------------------------------------------------------------- | -------------------------------------------------------------------------- | -------------------------------------------------------------------------- |
| 1-6-2007                                                                   | Londra                                                                     | Inghilterra                                                                | 1 – 1                                                                      | Brasile                                                                    | Amichevole                                                                 | -                                                                          |                                                                            |
| 22-8-2007                                                                  | Londra                                                                     | Inghilterra                                                                | 1 – 2                                                                      | Germania                                                                   | Amichevole                                                                 | -                                                                          |                                                                            |
| Totale                                                                     |                                                                            | Presenze                                                                   | 2                                                                          |                                                                            | Reti                                                                       | 0                                                                          |                                                                            |

## Palmarès

### Club

#### Competizioni nazionali
- Football League Championship: 1

Reading: 2005-2006